# Wu Chuanyu
Wu Chuanyu (en chinois traditionnel, 吳傳玉, pinyin, Wú Chuányù, né le 21 août 1928 à Salatiga dans les Indes néerlandaises, mort le 29 octobre 1954) est un nageur chinois.
Il représente la république de Chine lors des Jeux olympiques de 1948 et est le premier, et le seul, représentant de la république populaire de Chine lors des Jeux suivants en 1952.
Il meurt dans un accident d'avion en 1954, en survolant le kraï de Krasnoïarsk, alors qu'il se rendait de Pékin à Bucarest.
Il intègre l'International Swimming Hall of Fame en 2017.